# باشگاه بسکتبال اوبرادویرو
باشگاه بسکتبال اوبرادویرو (اسپانیایی: Obradoiro CAB‎) یک باشگاه بسکتبال در شهر سانتیاگو ده کومپوستلا، اسپانیا است. این باشگاه که در سال ۱۹۷۰ تأسیس شده در لیگ آ س ب بازی می‌کند.